# Symfonie nr. 4 (Lloyd)
George Lloyd componeerde zijn Symfonie nr. 4 Arctis in 1945 / 1946. Het titelblad vermeldt: a world of darkness, storms, strange colours and a far-away peacefulness.

## Geschiedenis
Lloyd haalde zijn inspiratie voor deze symfonie uit twee gebeurtenissen die diepe indruk op hem hadden gemaakt. Het eerste was zijn deelname aan de Tweede Wereldoorlog. Lloyd streed mee via de Royal Navy aan boord van een kruiser; hij begeleidde daarin konvooien die voornamelijk voeren in het gebied van de Noordelijke IJszee. Gedurende de maart 1942 werd de boot geraakt door een verdwaalde eigen torpedo en Lloyd zag 32 collegae omkomen. Deze gebeurtenis en de somberheid over oorlog in het algemeen brachten Lloyd in shell-shock. Deze shell-shock was er mede de oorzaak van dat Lloyd enige tijd niet meer kon componeren, op latere leeftijd keerde de herinneringen terug en wederom was hij geblokkeerd.
De andere bron was een reis onder vreedzame omstandigheden; hij was in Noorwegen langs de kust getrokken tot aan Noordkaap aan toe. Hij was er kennelijk op een rustige en mistloze dag, want hij herinnerde zich een kabbelende zee en een enorm uitzicht.
De symfonie werd alleen voltooid omdat zijn vrouw en verpleegster Nancy erop aandrong, dat hij het componeren weer oppakte. De eerste uitvoering liet lang op zich wachten, pas in 1981 werd de première gegeven door de combinatie op de Lyrita-disc tijdens het muziekfestival van Cheltenham.

## Muziek
De symfonie kent een traditionele vierdelige indeling, want Lloyd schreef in traditionele stijl:
1. Allegro moderato (18 minuten)
2. Lento tranquillo (13 minuten)
3. Allegro scherzando (14 minuten)
4. Lento – Allegro ma non troppo (20 minuten)

Deel één geeft volgens de componist zijn gevoelens over zijn aanloop naar de shell-shock weer. Het is een voor Lloyds doen onrustig deel, maar af en toe breekt er ook een koraalachtig fragment door. Lloyd kende de traditie vanuit de brassbands en heeft daar bij de massief klinkende koperkoralen zeker baat gehad. Deel twee is dan de weergave van het vredige bezoek aan Noordkaap en is daarom veel lichter van klank. Deel drie is het scherzo en Lloyd had zich voorgenomen zo min mogelijk koperblazers te gebruiken. Deel vier is de afsluiting van het geheel en laat een variëteit aan marsachtige muziek horen, hij kwam zelf met het idee dat het wellicht te danken is aan het feit dat na een begrafenis (metafoor voor de oorlog) er op marsmuziek weer redelijk vrolijk huiswaarts (vrede) kan worden getrokken.
De stijl waarin Lloyd componeerde is eigenlijk een anachronisme; hij was een "hopeloos" romanticus. Deze stijl heeft hij zijn leven lang aangehouden en alle muzikale veranderingen binnen de klassieke muziek uit de 20e eeuw lijken aan hem voorbijgegaan.

## Orkestratie
Hij schreef de compositie voor symfonieorkest:
- 3 dwarsfluiten, 3 hobo's, 4 klarinetten, 3 fagotten;
- 4 hoorns, 3 trompetten, 3 trombones, 1 tuba
- pauken en percussie, harp, celesta
- violen, altviolen, celli en contrabassen.

## Discografie
- Uitgave Lyrita: Philharmonia Orchestra o.l.v. Edward Downes (opname waarschijnlijk uit 1981).
- Uitgave Albany Records: Albany Symphony Orchestra o.l.v. componist; een opname van 7 en 8 december 1987 in Troy Savings Bank Music Hall, Troy (New York) ; deze opname verscheen in 1988 op compact disc en was zo populair dat in 2005 een sacd-versie verscheen.

### Ontvangst
De opname van Albany werd destijds enthousiast ontvangen, men vergeleek Lloyds muziek met die van Tsjaikovski en vooral de orkestratie werd geroemd. De opname werd waarschijnlijk gemaakt vanwege het feit dat door de uitvinding van de compact disc er behoefte was aan onbekend repertoire en het feit dat er in de jaren 80 een opleving was in de belangstelling voor deze componist. Verdere uitgaven bleven echter uit.